# Ангасяк
Ангася́к (рос. Ангасяк, башк. Әңгәсәк) — село у складі Дюртюлинського району Башкортостану, Росія. Адміністративний центр Ангасяківської сільської ради.
Населення — 1850 осіб (2010; 1904 у 2002).
Національний склад:
- росіяни — 39 %
- башкири — 37 %